# Almire Gandonnière
Almire Philbert Gandonnière, né le 3 août 1813 à Loué et mort le 25 octobre 1863 à San Francisco, est un librettiste français. Il est essentiellement connu pour avoir collaboré à la rédaction du livret de La Damnation de Faust d'Hector Berlioz.

## Biographie
Né à Loué dans la Sarthe le 3 août 1813, Almire Gandonnière descend d'une famille de marchands et de petits propriétaires terriens originaires du sud du département (Asnières-sur-Vègre, Fontenay-sur-Vègre, Chantenay-Villedieu). Son père, Joseph, négociant, est venu à Paris avec toute sa famille à une date inconnue, sans doute pendant l'enfance d'Almire. Tandis que ses frères se lancent dans le commerce et que l'un d'entre eux choisit la prêtrise, il s'installe comme marchand de vins rue Beaubourg, à Paris. Il vit avec une lingère, Marie-Euphrasie Cassier, qu'il n'épousera jamais et avec qui il aura une fille, Marie Appoline, née en 1836. Marie-Euphrasie Cassier mourra de la typhoïde en 1844 à l'hôpital Saint-Antoine, à Paris, à l'âge de trente-trois ans.
Lors de la naissance de sa fille, Almire Gandonnière est déjà devenu un « homme de lettres ». Il fonde plusieurs journaux — plutôt des brochures — dont la plupart n'ont qu'une existence éphémère. Poète, pamphlétaire, il lui arrive d'assumer seul tout le contenu de ses publications, signant ses articles de divers pseudonymes, Archiloque entre autres. Il a parfois quelques collaborateurs, dont le jeune Alexandre Dumas. S'il arrive à se faire connaître du monde littéraire, comme en témoigne une très courte lettre que lui adresse Victor Hugo en 1842, il est difficile de savoir comment il rencontre Hector Berlioz, peut-être par l'intermédiaire de Gérard de Nerval, dont Gandonnière est l'ami. Il participe à la rédaction et à la versification du livret de l'opéra La Damnation de Faust,, composé par Berlioz d'après la traduction, due à Gérard de Nerval, du premier Faust de Goethe.
Après l'échec de la Damnation en 1846, il confie sa fille à ses sœurs et part pour l'Algérie, sans doute dans l'espoir de s'y installer, la famille Gandonnière ayant des cousins établis là-bas. Il n'y parvient pas, revient en France, et s'embarque en 1852 pour les États-Unis. Il n'en reviendra jamais.
Il meurt le 25 octobre 1863 à la maison de santé de la Société française de bienfaisance mutuelle de San Francisco, dans la misère la plus totale, après avoir cherché à faire fortune en Californie à l'époque de la ruée vers l'or. À la nouvelle de sa mort, l'un de ses frères, pragmatique, écrit dans une lettre à la famille : « Notre frère aura gâché sa vie avec une constance et une opiniâtreté remarquables. ».